# Онлайн педагогика
Онлайн педагогиката (ОП) или педагогиката за онлайн обучение (Online pedagogy) разглежда единствени по рода си подходи за учене и преподаване, които са особено подходящи за прилагане при обучение, извършвано посредством мрежови технологии като интранет и Интернет.

## Същност на ОП
От педагогическа гледна точка онлайн преподаването е много по-различно от традиционното преподаване. Ролята на онлайн педагогиката е да направи онлайн преподаването по-ефективно. Чикъринг и Гемсън (Arthur W. Chickering, Zelda F. Gamson, 1987) предлагат 7 принципа за добро преподаване, които могат да се прилагат както при традиционното преподаване в класната стая, така и при онлайн преподаването. Тези принципи могат да бъдат отправна точка при разработването на учебни материали и упражнения.
Принципите са следните:
- насърчаване на контакта между обучаемите и преподавателя;
- развиване на взаимодействие и сътрудничество между обучаемите;
- насърчаване използването на техниките за активно учене;
- получаване на навременна обратна връзка;
- задаване на срокове за изпълнение на задачите;
- споделяне на „големите“ очаквания на преподавателя относно постиженията на обучаемите;
- зачитане на талантите и различните стилове на учене.

## Ролята на обучаемия в ОП
ОП се основава на централната роля на обучаемия в процеса на учене.
Този вид педагогика поставя обучаемия във фокуса на учебните задачи и изисква индивидуални и групови дейности, които са целенасочени и практически ориентирани. Учебната дейност, чийто резултати интегрират работата на обучаемите, свободното им време и личен живот, трябва да се преплита с реалната всекидневна дейност. Това предлага повече възможности за учене по естествен начин и спомага за развиването на умения за учене през целия живот.

## Значение и принос на ОП
Все още се водят спорове дали ОП направлява глобализацията на ученето през XXI век. Това е настоящата трансформация от традиционния стил на преподаване към учене, при което обучаемите са строители на собствените си знания. ОП допринася най-вече за независимо, гъвкаво и основано на сътрудничество учене. Освен това целта на ефективното онлайн обучение, основано на теориите за конструктивизма, е да подпомогне метапознавателните стратегии за учене.